# The Time Has Come (album Martina McBride)
The Time Has Come è il primo album in studio della cantante statunitense di genere country Martina McBride, pubblicato nel 1992.

## Tracce
1. The Time Has Come (Lonnie Wilson, Susan Longacre) – 2:32
2. That's Me (Tony Haselden, Bob Alan) – 3:52
3. True Blue Fool (Carol Chase, Kathy Louvin) – 2:58
4. Losing You Feels Good (Lonnie Wilson, Charlotte Wilson, Herbert Wilson) – 3:20
5. Walk That Line (David Wills, Rick West) – 2:49
6. Cheap Whiskey (Emory Gordy Jr., Jim Rushing) – 3:08
7. I Can't Sleep (Louvin, Mark Collie) – 2:46
8. A Woman Knows (Chris McCarty, Allen Spears, John Fowler) – 3:17
9. The Rope (Stephanie Davis) – 3:58
10. When You Are Old (Gretchen Peters) – 3:07